# Nakashima Ryosuke
Ryosuke Nakashima (sinh ngày 28 tháng 4 năm 1988) là một cầu thủ bóng đá người Nhật Bản.

## Sự nghiệp câu lạc bộ
Ryosuke Nakashima đã từng chơi cho Júbilo Iwata.